# Уричима, Пауло
Пауло Хосуэ Уричима Руилова (исп. Paulo Josué Uruchima Ruilova ; род. 5 сентября 2008) — эквадорский футболист, полузащитник клуба «Депортиво Куэнка».

## Клубная карьера
Уричима — воспитанник клуба «Депортиво Куэнка». 7 апреля 2024 года в матче против гуаякильской «Барселоны» он дебютировал в эквадорской Примере. 